# Elecciones estatales de Australia Meridional de 2022
Las elecciones estatales de Australia Meridional de 2022 se llevaron a cabo el 19 de marzo de ese año para elegir miembros del 55.º Parlamento de Australia Meridional. Dónde estuvieron en disputa los 47 escaños de la Cámara de la Asamblea (la cámara baja) y la mitad de los escaños del Consejo Legislativo (la cámara alta).
El gobierno liberal minoritario titular, dirigido por el primer ministro Steven Marshall, fue derrotado por la oposición laborista, dirigido por el líder de la oposición Peter Malinauskas. Marshall reconoció la  derrota ante Malinauskas unas tres horas después del cierre de las urnas.
Los laboristas obtuvieron 27 escaños en la cámara baja, mientras que los liberales conservaron 16 escaños, y los independientes ganaron los cuatro escaños restantes. El nuevo ministerio prestó juramento dos días después de las elecciones, y Malinauskas se convirtió en el 47.º primer ministro del estado.

## Resultados

### Cámara de la Asamblea
|  | 39.97 % |

|  | 35.67 % |

|  | 9.12 % |

|  | 7.25 % |

|  | 3.67 % |

|  | 2.63 % |

|  | 0.56 % |

|  | 0.48 % |

|  | 0.28 % |

|  | 0.20 % |

|  | 0.10 % |

|  | 0.07 % |

|  | 54.59 % |

|  | 45.41 % |

|  | 96.77 % |

|  | 3.23 % |

|  | 100 % |

|  | 89.02 % |

### Consejo Legislativo
|  | 39.96 % |

|  | 34.38 % |

|  | 9.03 % |

|  | 4.23 % |

|  | 3.35 % |

|  | 3.06 % |

|  | 2.09 % |

|  | 1.50 % |

|  | 1.28 % |

|  | 1.05 % |

|  | 0.86 % |

|  | 0.86 % |

|  | 0.68 % |

|  | 0.36 % |

|  | 0.33 % |

|  | 96.38 % |

|  | 3.62 % |

|  | 100 % |

|  | 88.8 % |

## Antecedentes

### Cámara de la Asamblea
En las elecciones de 2018, la oposición liberal formó un gobierno mayoritario de dos escaños con 25 de 47 escaños. El anterior gobierno laborista de cuatro mandatos de 16 años pasó a la oposición con 19 escaños. El resto de escaños estuvo representado por 3 independientes. Los liberales ganaron con 51,9% de los votos en la segunda vuelta instantánea, lo que en realidad fue un ligero cambio hacia los laboristas.

#### Gobierno pierde su mayoría (2021)
La ya escasa mayoría del Partido Liberal se redujo aún más cuando, en febrero de 2020, a Sam Duluk, el miembro por Waite, se le suspendió su membresía liberal debido a su conducta personal en una fiesta de Navidad de 2019, lo que lo llevó a ser acusado de agresión por parte de la policía. Duluk fue declarado no culpable en el Tribunal de Primera Instancia de Adelaida en agosto de 2021, aunque permaneció en el tribunal transversal como independiente.
En febrero de 2021, Fraser Ellis, el miembro liberal por Narungga, fue acusado por la Comisión Independiente contra la Corrupción (ICAC) de 23 cargos de engaño, relacionados con 78 reclamos fraudulentos sobre el presunto uso indebido de una asignación de viaje por un total de más de $18,000. Los cargos de ICAC llevaron a Ellis a renunciar al Partido Liberal y pasar a la banca transversal como independiente, lo que convirtió oficialmente a los liberales en un gobierno minoritario. Más tarde ese año, Dan Cregan, el miembro liberal por Kavel, renunció al partido para sentarse como independiente, citando el fracaso del gobierno para gestionar el crecimiento de la población en Adelaide Hills. Varios días después de su renuncia al partido, Cregan fue elegido Presidente de la Cámara de la Asamblea después de una votación, ya que el candidato preferido del gobierno carecía de suficiente apoyo en la Asamblea.
Aunque en minoría, el gobierno no cayó, pues nunca perdió un voto de confianza ni de abastecimiento; en cualquier caso, Ellis y otros independientes habían declarado que apoyarían al gobierno de Marshall en tales asuntos.

### Consejo Legislativo
Después de las elecciones de 2018, los miembros en el Consejo Legislativo fueron 8 liberales, 8 laboristas, 2 SA-Mejor, 2 verdes, 1 conservador y 1 Avance SA. El conservador Dennis Hood, que había sido elegido por el Partido Familia Primero en 2014, se unió a los liberales nueve días después de las elecciones estatales de 2018. En 2020, John Dawkins fue expulsado del Partido Liberal por infringir las reglas del partido al nominarse a sí mismo para presidente del Consejo Legislativo. La composición de la cámara alta de 22 escaños antes de las elecciones de 2022 era, por lo tanto, 8 liberales, 8 laboristas, 2 SA-Mejor, 2 verdes, 1 Avance SA y 1 independiente.
De estos miembros: 4 liberales, 4 laboristas, 2 SA-Mejor y 1 verde tienen términos que continúan hasta 2026; y 4 liberales, 4 laboristas, 1 verde, 1 Avance SA y 1 independiente se postularon para la reelección en 2022, aunque el independiente Dawkins no impugnó la elección.

## Campaña
Los laboristas hicieron una campaña extensiva para mejorar la infraestructura de atención médica del estado, y se comprometieron a aumentar la cantidad de ambulancias, camas de hospital, enfermeras y médicos para combatir el hacinamiento de hospitales y el aumento de ambulancias, que los laboristas afirmaron haber intensificado en gran medida durante la administración liberal de Marshall. Con este fin, los laboristas se comprometieron a cancelar la construcción de un estadio de baloncesto para el que se habían presupuestado 662 millones de dólares en el presupuesto estatal anterior y reasignar los fondos del estadio de baloncesto a su plan de salud.
Como parte de un esfuerzo por asegurar el distrito electoral de Kavel, los laboristas también prometieron construir un nuevo hospital en Mount Barker. El diputado por Kavel, Dan Cregan, había dimitido de los liberales en octubre de 2021 para convertirse en independiente, citando una inversión gubernamental insuficiente en el distrito; entre las demandas de Cregan se incluía la construcción de un nuevo hospital.
La organización Vestíbulo Cristiano Australiano hizo campaña a favor de los candidatos electorales de SA que se oponían a los abortos tardíos y que promueven políticas socialmente más conservadoras. Una Nación de Pauline Hanson se presentó en sus primeras elecciones en el estado desde 2006.

## Partidos políticos
Los siguientes partidos están registrados en la Comisión Electoral de Australia Meridional.

### Principales
| Partido | Partido | Partido                                              | Ideología               | Líder estatal     |
| ------- | ------- | ---------------------------------------------------- | ----------------------- | ----------------- |
|         | LIB     | Partido Liberal Liberal Party                        | Conservadurismo liberal | Steven Marshall   |
|         | ALP     | Partido Laborista Australiano Australian Labor Party | Socialdemocracia        | Peter Malinauskas |

### Otros
- Verdes Australianos
- SA-Mejor
- Avance SA
- Partido Nacional de Australia
- Partido de Protección Infantil
- Partido de la Justicia Animal
- Una Nación de Pauline Hanson
- Partido Familiar Australiano
- Partido Familia Primero
- Cambio Real SA
- Partido de Legalización del Cannabis
- Partido Liberal Democrático
- Australia Sostenible

## Reacciones
El 20 de marzo de 2022, Steven Marshall anunció que dimitiría como líder de los liberales en una fecha posterior, pero tenía la intención de seguir siendo miembro del parlamento estatal por Dunstan.
El 21 de marzo de 2022, Malinauskas fue juramentado formalmente como primer ministro por el gobernador de Australia Meridional.